# Muhlbach-sur-Munster
Muhlbach-sur-Munster é uma comuna francesa na região administrativa de Grande Leste, no departamento Alto Reno. Estende-se por uma área de 7,89 km². Em 2010 a comuna tinha 786 habitantes (densidade: 99,6 hab./km²).